# Jeníčkova Lhota
Jeníčkova Lhota (německy Jenitschek Lhota) je vesnice, část obce Chotoviny v okrese Tábor v Jihočeském kraji. V roce 2011 zde trvale žilo 114 obyvatel.
Katastrální výměra Jeníčkovy Lhoty je 488 hektarů, nejvýše položené místo zastavěného území je v 482 metrů.

## Historické názvy
Pňová Lhota, Přímá Lhota, Pněví Lhota, Purkartova Lhota, Paldíkova Lhota.

## Historie
Jeníčkova Lhota se poprvé připomíná roku 1360 (některé zdroje uvádí až rok 1381), kdy je zmiňován Přibík Lysec z Pňové Lhoty a ve stejné době také předek vladyckého rodu Štítných ze Štítného, Mikšík z Pňové Lhoty.
V roce 1621 byla Jeníčkova Lhota vypálena vojskem obléhajícím Tábor a na její obnovení musel Kašpar Hencl ze Štenberka vynaložit 2458 kop míšeňských. Po třicetileté válce byla ves rozdělena na 5 částí – díl pacovský, poddaný klášteru pacovských karmelitánů, díl měšický, příslušející k měšickému statku, díl chotovinský, patřící Vítům ze Rzavého a poté Vratislavům z Mitrovic, díl Kostelní záduší, poddaný chotovinským farářům, a poslední díl svobodnický, vlastněný svobodnickým rodem Sedloňů.
Za starosty Jana Volfa byla v roce 1883 zřízena v Jeníčkově Lhotě škola pro děti z Jeníčkovy a sousední Broučkovy Lhoty. Zajímavostí je, že školní budova, postavená za náklad 6000 zlatých zednickým mistrem Františkem Kuldanem z Ratibořských Hor, stála na místě morového hřbitova z roku 1680. Škola v Jeníčkově Lhotě zanikla.

## Obyvatelstvo
| Rok            | 1869 | 1880 | 1890 | 1900 | 1910 | 1921 | 1930 | 1950 | 1961 | 1970 | 1980 | 1991 | 2001 | 2011 | 2021 |
| -------------- | ---- | ---- | ---- | ---- | ---- | ---- | ---- | ---- | ---- | ---- | ---- | ---- | ---- | ---- | ---- |
| Počet obyvatel | 355  | 383  | 387  | 344  | 322  | 302  | 250  | 174  | 132  | 128  | 107  | 94   | 95   | 114  | 112  |
| Počet domů     | 36   | 41   | 42   | 45   | 44   | 46   | 46   | 44   | 58   | 41   | 35   | 47   | 48   | 57   | 60   |

## Obecní správa
Při sčítání lidu v letech 1850–1975 Jeníčkova Lhota byla samostatnou obcí v okrese Tábor. Od 1. července 1975 je částí obce Chotoviny v okrese Tábor. V letech 1850–1949 a v letech 1961–1975 k obci patřila Broučkova Lhota.

## Pamětihodnosti

### Tvrz
V Jeníčkově Lhotě se nachází tvrz, postavená v 17. století a přibližně o dvě století později upravená na zámeček s kaplí. Stav bývalého zámečku byl více než žalostný, po nedávné rekonstrukci, je již v lepším stavu.

## Galerie

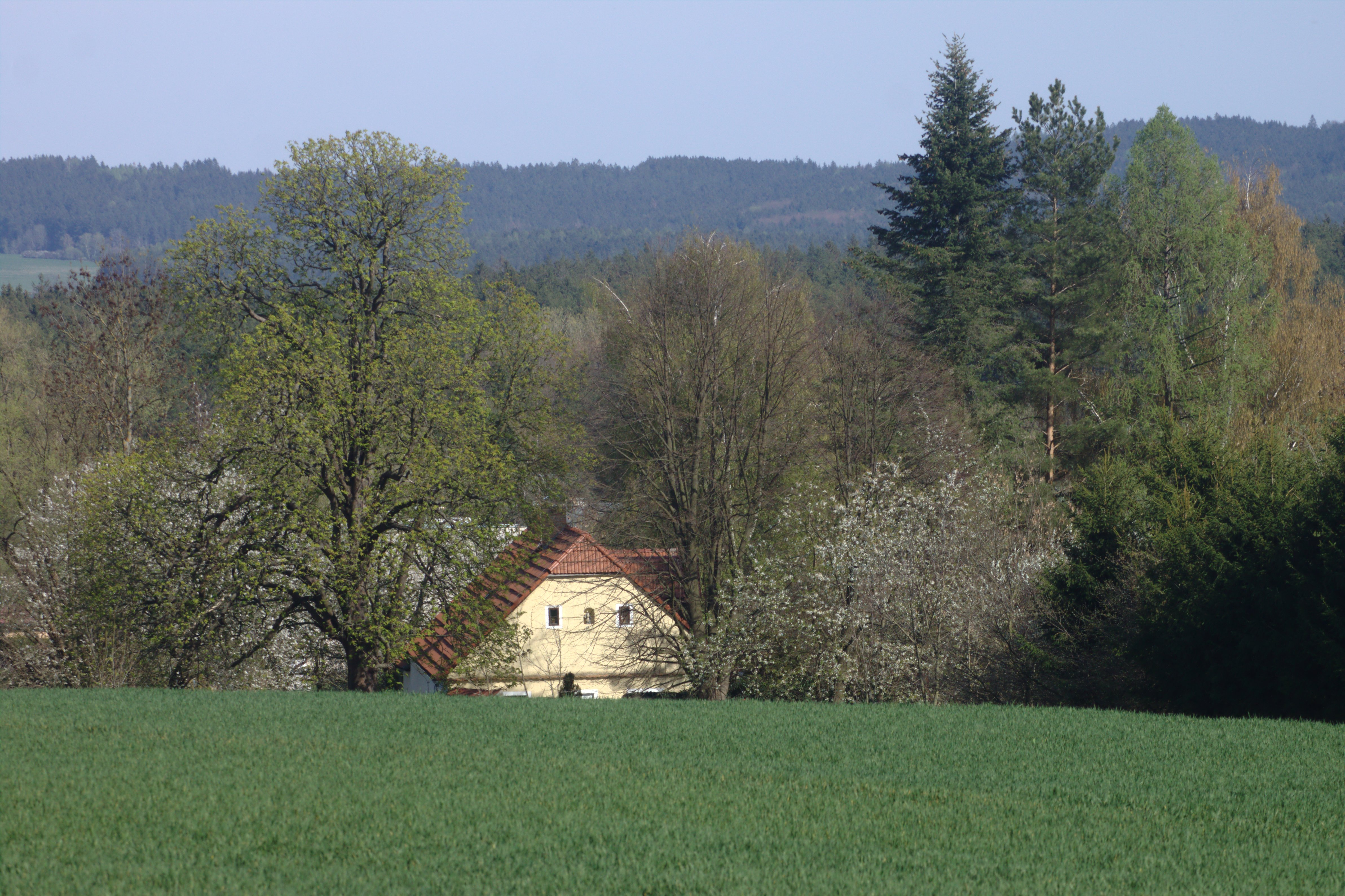
Chalupa
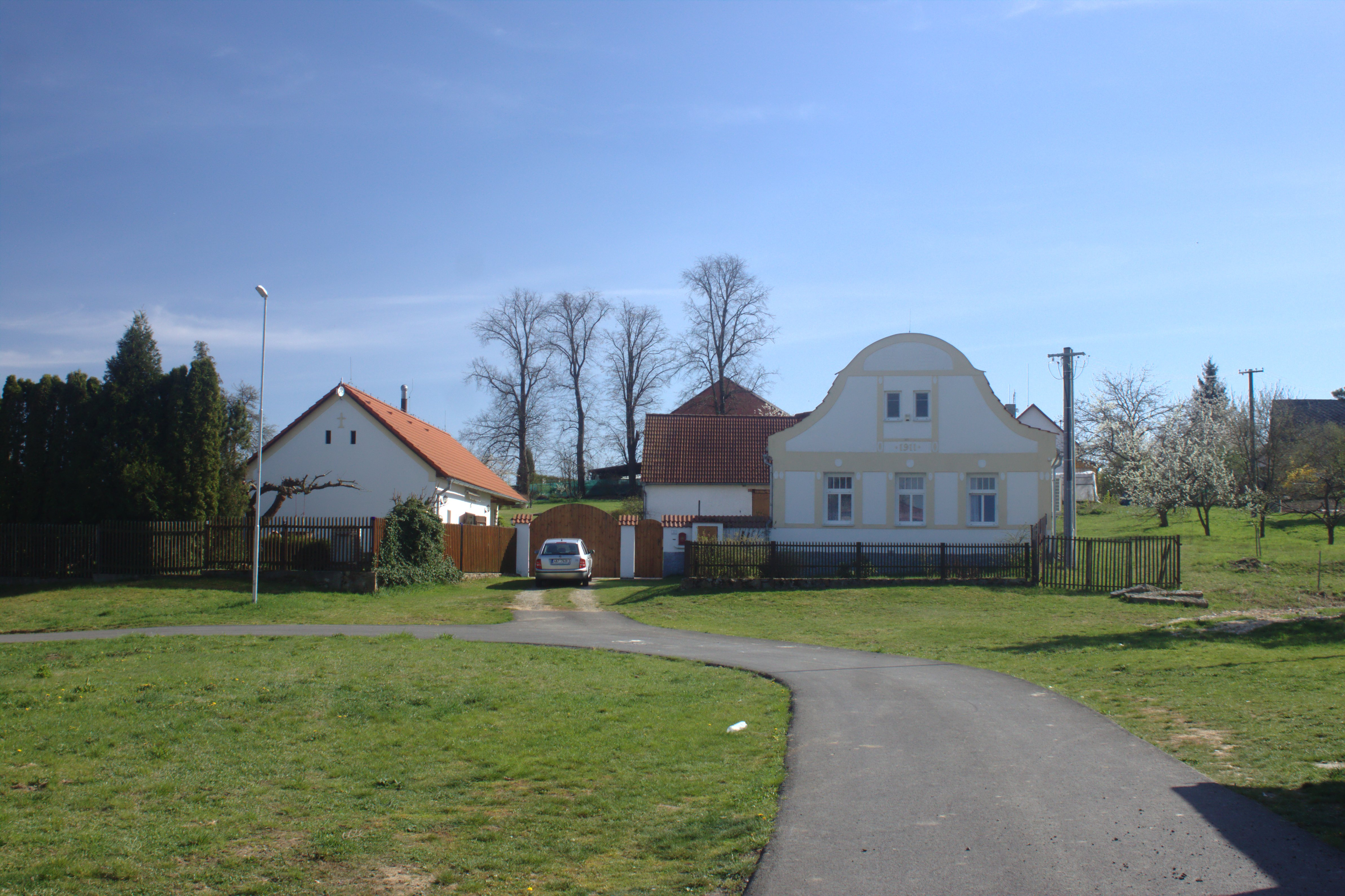
Statek
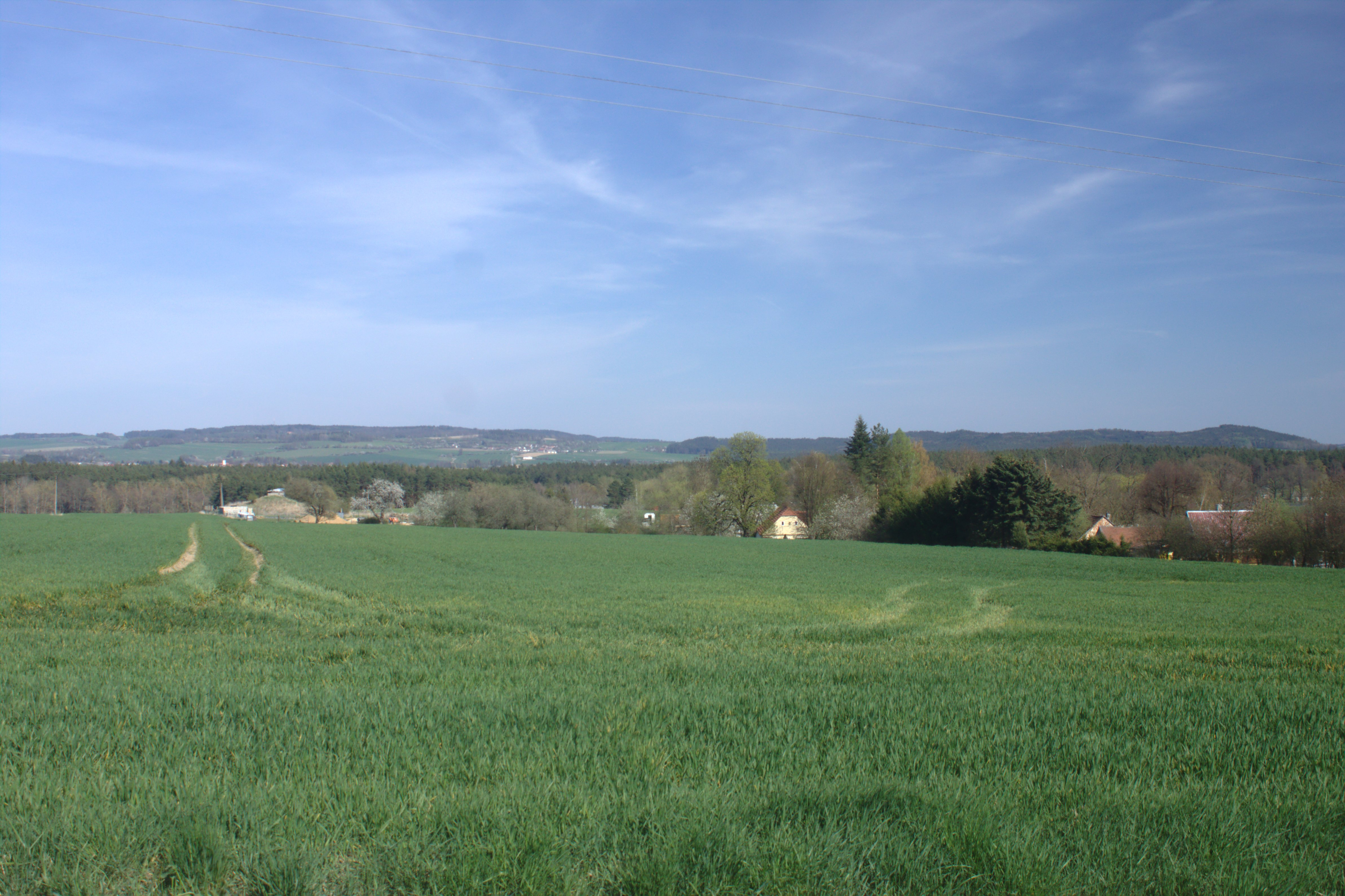
Pohled zdáli